# Конго на Светском првенству у атлетици у дворани 2012.
 Конго је девети пут учествовао на Светском првенству у атлетици у дворани 2012. одржаном у Истанбулу од 9. до 11. марта. Репрезентацију Конга представљала је једна такмичарка, која се такмичила у трци на 400 метара.
Представница Конга није освојила ниједну медаљу али је оворила лични рекорд.

## Учесници
Жене:
- Natacha Ngoye — 400 м

## Резултати

### Жене
| Атлетичарка   | Дисциплина | Лични рекорд | Квалификације | Квалификације | Полуфинале            | Полуфинале            | Финале                | Финале       | Детаљи |
| Атлетичарка   | Дисциплина | Лични рекорд | Резултат      | Место         | Резултат              | Место                 | Резултат              | Место        | Детаљи |
| ------------- | ---------- | ------------ | ------------- | ------------- | --------------------- | --------------------- | --------------------- | ------------ | ------ |
| Natacha Ngoye | 400 м      |              | 58,21 ЛР      | 4. у гр. 4    | Није се квалификовала | Није се квалификовала | Није се квалификовала | 23 / 30 (32) |        |